# Unirea (Brăila)
Pour les articles homonymes, voir Unirea.
Unirea est une commune du județ de Brăila en Roumanie.